# Pseudepipona gineri
Pseudepipona gineri är en stekelart som först beskrevs av Schulthess 1934.  Pseudepipona gineri ingår i släktet Pseudepipona och familjen Eumenidae. Inga underarter finns listade i Catalogue of Life.